# Црква свете Петке (Илочац)
 Црква свете Петке је један од православних храмова Српске православне цркве у  Илочцу (мађ. Illocskа). Црква припада Будимској епархији Српске православне цркве.
Црква је посвећена светој Петки.

## Историјат
На месту данашње цркве првобитно је постојала црква саграђена у првој половини 18. века, највероватније од плетера, покривена шиндром.
Године 1808. је саграђена садашња сеоска црква од опеке. Црква је обновљена 1871. године. Црква је по типу једнобродна грађевина праваугаоне основе са полукружном апсидом и накнадно призиданим звоником. Унутрашњост цркве издељена је на три травеја: припрату са западне стране; наос y централном делу, и апсидални простор одвојен од наоса дрвеном олтарском преградом која носи иконе.
Црквена лађа су са карактеристичним бочним крилима забата, а уместо сводова од опека црква је прекривена коритастим (полуобличастим) дашчаним сводом који се ослања непосредно на зидове. Призидани звоник има на западној страни улазни отвор, лучно засвођен. Првобитни звоник је имао барокни завршетак, који је страдао у почетком 20. века. Садашњи скроман облик звоник је добио приликом обнове цркве 1908. године.
Иконостас је састављен од икона разних аутора а неке од њих је осликао српски сликар Јаков Недић. У Галерији Матице Српске 1972. године је конзервирана Икона Царске двери.
Црква свете Петке својим димензијама, спољашњим и унутрашњим изгледом, одише скромношћу и једноставношћу. Унутар ограђеног комплекса су и црквена порта ишкола.
Црква свете Петке у Илочцу је парохија Архијерејског намесништва мохачког чији је Архијерејски намесник Јереј Зоран Живић. Администратор парохије је јереј Милан Ерић.